# Pelecopselaphus strandi
Pelecopselaphus strandi es una especie de escarabajo barrenador metálico del género Pelecopselaphus, de la superfamilia Buprestoidea, orden Coleoptera. Fue descrita por Obenberger en 1924.
Fue publicada en Obenberger J. Kritische Studien über die Buprestiden (Col.). Archiv für Naturgeschichte 90 (A) 3:1-171. (1924). Se distribuye por la ecozona del Neotrópico.